# 威廉·楞次
威廉·楞次（德語：Wilhelm Lenz，1888年2月8日—1957年4月30日）是一位德國物理學家。发明了著名的易辛模型。他應用拉普拉斯-龍格-楞次向量於氫原子的舊量子論，關鍵性地導引出氫原子的發射光譜。

## 生平
1906年，楞次從 Klinger-Oberralschule 中學畢業後，他進入了哥廷根大學，主修數學和物理。1908年，楞次轉到慕尼黑大學。他在教授阿諾·索末菲的指導下，成功地於 1911年得到博士學位。畢業後，他仍舊繼續地留在母校，成為索末菲的助理。1914年，他通過了德語國家教授資格考試，正式任職大學講師。
在第一次世界大戰期間，他被徵召服役，被派往法國當無線電操作專家。1916年他獲得二級鐵十字勳章。大戰結束後，1920年，他又回到慕尼黑大學的理論物理學院，繼續當索末菲的助理。那年11月，他升職為副教授。12月，羅斯托克大學聘請他為副教授。從1921年至他退休的1956年，他是漢堡大學的理論物理講座教授與理論物理學院主任  。因為德國在原子物理與量子力學的高度發展，再加上索末菲的熱心助力，漢堡大學創立了理論物理學院，又設立了新的教授職位。
在漢堡大學，楞次教導了許多傑出的科學家，像恩斯特·伊辛和約翰內斯·延森。在那裡，沃爾夫岡·包立、帕斯夸尔·约尔旦和阿爾布雷希特·翁澤爾德（Albrecht Unsöld）都曾經是他的助手。楞次、包立、和奧托·施特恩使漢堡大學的理論物理學院成為一個核子物理的國際中心，與在慕尼黑大學（索末菲）、哥廷根大學（馬克斯·玻恩）、和哥本哈根大學（尼爾斯·波耳）的理論物理學院，都保持緊密的關係。

## 著作
- 威廉·楞次《Einführungsmathematik für Physiker》(Verlagsanstalt Wolfenbüttel, 1947)